# Jutta Rüdiger
Jutta Rüdiger (Berlim, 14 de junho de 1910 — Bad Reichenhall, 13 de março de 2001) foi uma psicóloga e Reichsreferentin da Bund Deutscher Mädel (BDM) (Liga das Moças Alemãs). Em 1931 se filiou ao Nationalsozialistischer Deutscher Studentenbund (NSDStB), ramo universitário do Partido Nacional Socialista dos Trabalhadores Alemães (NSDAP), participando da fundação do Arbeitsgemeinschaft Nationalsozialistischer Studentinnen (ANSt). Ingressou na Liga das Moças Alemãs em 1933, aos 23 anos, depois de terminar seu doutorado em psicologia.  Em junho de 1935 foi promovida a sua primeira posição assalariada (líder do Untergau Ruhr-Niederrhein). Em novembro de 1937, aos 27 anos, foi nomeada Reichsreferentin da Liga das Moças Alemãs, sucedendo Trude Mohr e mantendo-se no posto até 1945, aos 34 anos.

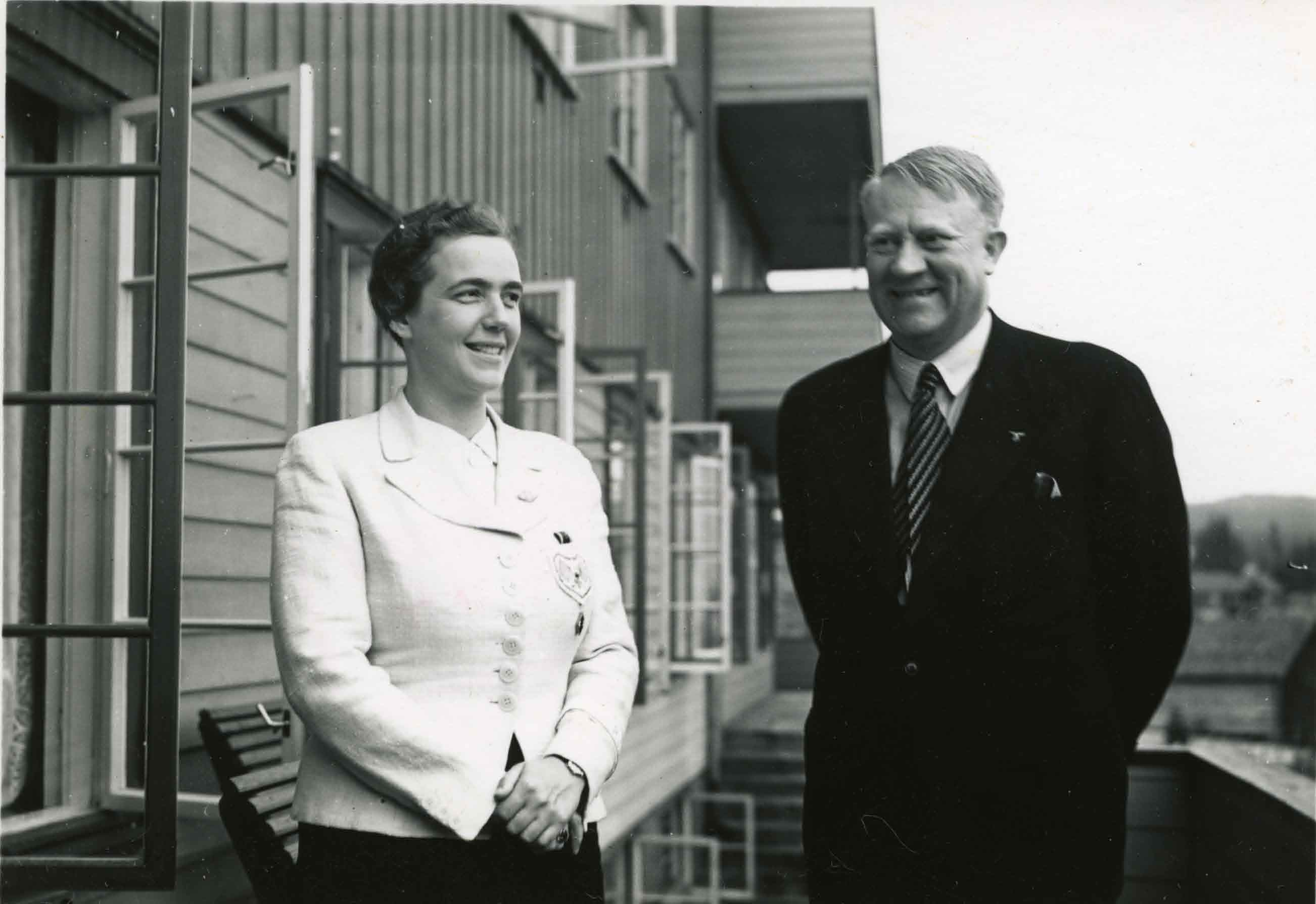
Jutta Rüdiger ao lado de Vidkun Quisling, em 1941